# Applied Organometallic Chemistry
Applied Organometallic Chemistry je mesečni recenzirani naučni časopis koji obljavljuje izdavačka kuća John Wiley & Sons od 1987. godine. Ovaj časopis obuhvata preglede, pune članke, komunikacije, članke o radnim metodama, kristalografske izveštaje, i povremeno izveštaje o relevantnim konferencijama o primenjenom radu u poljima organometalike, uključujući bioorganometalnu hemiju, i koordinacionu hemiju metalno/organskih liganda. Trenutno je glavni urednik Kornelis J. Elsevier (Univerzitet Amsterdama).
Po podacima iz Journal Citation Reports ovaj časopis je 2014. godine imao faktor impakta od 2,248, i bio je na 19. mestu među 70 časopisa iz kategorije "Primenjena hemija" i 10. mestu među 44 časopisa iz kategorije "Neorganska i nuklearna hemija".

## Najviše citirani članci
Tri najviše citirana članka (> 250 citacija svaki) su:
- Tiekink, E. R. T. (1991). „Structural chemistry of organotin carboxylates: a review of the crystallographic literature”. Applied Organometallic Chemistry. 5: 1. doi:10.1002/aoc.590050102.
- Giannelis, E. P. (1998). „Polymer-layered silicate nanocomposites: Synthesis, properties and applications”. Applied Organometallic Chemistry. 12 (10-11): 675. doi:10.1002/(SICI)1099-0739(199810/11)12:10/11<675::AID-AOC779>3.0.CO;2-V.
- Gielen, M. (2002). „Review: Organotin compounds and their therapeutic potential: a report from the Organometallic Chemistry Department of the Free University of Brussels”. Applied Organometallic Chemistry. 16: 481. doi:10.1002/aoc.331.

## Spoljašnje veze
- Zvanični veb-sajt